# Eunice Kennedy Shriver
Eunice Mary Kennedy Shriver, född 10 juli 1921 i Brookline, Massachusetts, död 11 augusti 2009 i Hyannis, Massachusetts, var medlem av Kennedyklanen och yngre syster till John F. Kennedy, för vilken hon aktivt kampanjade under hans framgångsrika presidentval 1960. Hennes make, Robert Sargent Shriver, Jr., var USA:s ambassadör i Frankrike, grundare av Fredskåren, och demokratisk vicepresidentkandidat i 1972 års presidentval. Deras dotter, Maria Shriver, var gift med skådespelaren och före detta kaliforniske guvernören Arnold Schwarzenegger. Eunice Kennedy avled den 11 augusti 2009, efter en serie slaganfall.
Eunice Kennedy ägnade sig i hög grad åt välgörenhetsarbete och grundade 1962 National Institute of Child Health and Human Development.